# پونه (شهر)
پونه (مرآتی: पुणे، هندی: पुणे، تلفظ: /puɳeˑ/) یا پونا هشتمین شهر بزرگ کشور هند و دومین شهر ایالت مهاراشترا پس از کلان‌شهر بمبئی است. این شهر در ۱۶۰ کیلومتری شرق بمبئی و در پس یک رشته کوه، در فلات دکن واقع شده‌است.
پونه گویش محلی نام این شهر است که در سال‌های اخیر به‌عنوان نام رسمی شهر پذیرفته شده‌است در مقابل نام پونا که گویش انگلیسی نام شهر و یادگار دوران استعمار انگلیس بود. با این وجود هنوز در مواردی به ویژه در نام موسسات و شرکت‌هایی که پیش از این به ثبت رسیده‌اند از نام پونا استفاده می‌شود.
پونه شهری قدیمی است که سابقه آن به‌عنوان شهر به ۹۳۷ م بازمی‌گردد. ماهاراجه شیواجی بنیان‌گذار پادشاهی مراتا، در این شهر به‌دنیا آمد و در همان‌جا می‌زیست. در سال ۱۷۳۰ م پونه به مهم‌ترین مرکز سیاسی حکومت مراتا تبدیل شد. از سال ۱۸۱۷ که به امپراتوری بریتانیا پیوست شد تا به هنگام استقلال هند به‌عنوان پایتخت انگلیسی‌ها در فصل بارندگی به‌کار می‌رفت.
شهر پونه اکنون با صدها مؤسسه آموزشی و نه دانشگاه بیش‌تر به‌عنوان شهری دانشگاهی شناخته می‌شود. افزون براین کارخانجات مختلف و صنایع شیشه سازی و ریخته‌گری همچنین شرکت‌های فناوری اطلاعات و خودروسازی از دیگر مرکز اقتصادی منطقه پونه به‌شمار می‌آیند.
پونه شهری است آرام و خوش آب و هوا، دارای چندین بنای تاریخی و جاذبه‌های توریستی، که در میان دیگر شهرهای هند موقعیت نسبتاً ممتازی دارد.

## تاریخچه
لوح‌های مسی موجود متعلق به ۷۵۸ و ۷۶۸م نشان می‌دهد منطقه کنونی شهر پونه به نام «پوناکا» از مراکز مهم کشاورزی در سده هشتم میلادی بوده‌است.
پونه از سده نهم میلادی تا سال ۱۳۲۷م بخشی از امپراتوری یاداوا بود. سپس تحت حکمرانی سلطنت نظام شاهیان قرار گرفت. در سال ۱۵۹۵م جهانگیر برای پونه حاکمی تعیین کرد و در سده هفدهم این شهر بخشی از امپراتوری بزرگ گورکانیان هند شد.
در نیمه دوم سده هفدهم چاتراپاتی شیواجی، حاکم مهاراشترا که در مقابل امپراتوری گورکانیان مقاومت کرد. شیواجی در سال ۱۶۷۴ تاج‌گذاری کرد و این شهر به عنوان پایتخت سیاسی و نظامی برگزیده شد که بیش‌تر جمعیت آن را جنگجویان و سربازان ارتش آن زمان تشکیل می‌دادند. شیواجی در توسعه شهر و گسترش ساخت و سازها در پونه بسیار کوشید.
تاریخ شهر پونه پس از ورود نیروهای انگلیسی به این منطقه در قرن ۱۸ میلادی، وارد مرحله تازه‌ای شد. پس از سه دوره جنگ با انگلیسی‌ها سرانجام نیروهای مراتا شکست خورده و پونه در ۱۸۱۷م به امپراتوری بریتانیا پیوست شد.

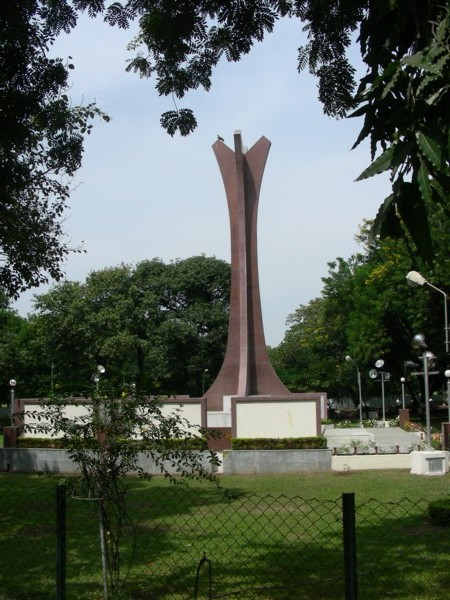
بنای یادبود جنگ میهنی ماهاراشتارا در پونه

بعدها این شهر نقش بسیار مهمی را به عنوان فعالترین مرکز مبارزات انقلابی در جنبش استقلال هندوستان ایفا نمود و تا امروز این شهر همواره پرچمدار اصلاحات در هندوستان بوده‌است که برای مردم مرآتی زبان (ساکنین ایالت ماهاراشترا) سنبل غرور و افتخار است.

## جغرافیا
پونه در ۱۶۰ کیلومتری جنوب شرقی بمبئی در ایالت ماهاراشترا قرار دارد. ارتفاع این شهر از سطح دریا ۵۶۰ متر است و یک رشته کوه آن را از ساحل دریای عرب جدا کرده‌است. دو رودخانه از داخل این شهر عبور کرده و سه رود دیگر در نزدیکی آن جاری است.
طبق سرشماری سال ۲۰۰۹ جمعیت شهری پونه ۳۳۳۷۴۸۱ نفر و هشتمین شهر پرجمعیت هند بوده‌است. مساحتی در حدود ۱۱۱۰ کیلومتر مربع دارد که در ارتفاع ۵۶۰ متری از سطح دریا واقع است و قسمتی از آن در مجاورت رشته کوه سهیدری جای گرفته‌است.

## آب و هوا
میانگین دمای پونه بین ۲۰ تا ۲۸ درجهٔ سانتیگراد است.
آب و هوای پونه به ۳ فصل تقسیم می‌گردد:
- فصل تابستان یا گرما از ماه مارس تا ماه مه با حداکثر گرمای بین ۳۰ تا ۳۸ درجهٔ سانتیگراد که شب‌های نسبتاً خنکی دارد. ماه آوریل معمولاً گرمترین ماه سال است و گرمترین درجه حرارت ثبت شده در این شهر ۴۳/۳ درجهٔ سانتیگراد در ۳۰ آوریل ۱۸۹۷ بوده‌است.[۱۸]
- فصل باران‌های موسمی یا مانسون که از ماه ژوئن تا ماه سپتامبر با بارش شدید باران بیشتر از ۷۲۲ میلی‌متر (۲۸/۴ اینچ) بارش سالانه و با درجه حرارت متوسط بین ۱۰ تا ۲۸ درجه سانتیگراد. معمولاً ماه ژوئیه بیشترین بارندگی را دارد.
- فصل سرما یا زمستان در ماه نوامبر آغاز می‌شود و اغلب در ماه دسامبر و ژانویه به اوج می‌رسد. هنگام روز درجه حرارت حدود ۲۸ درجه سانتیگراد و در شب کمتر از ۱۰ درجه سانتیگراد است. کمترین درجه حرارت ثبت شده تاکنون ۱/۷ درجه سانتیگراد در ۱۷ ژانویه ۱۹۳۵ بوده‌است.[۱۹]

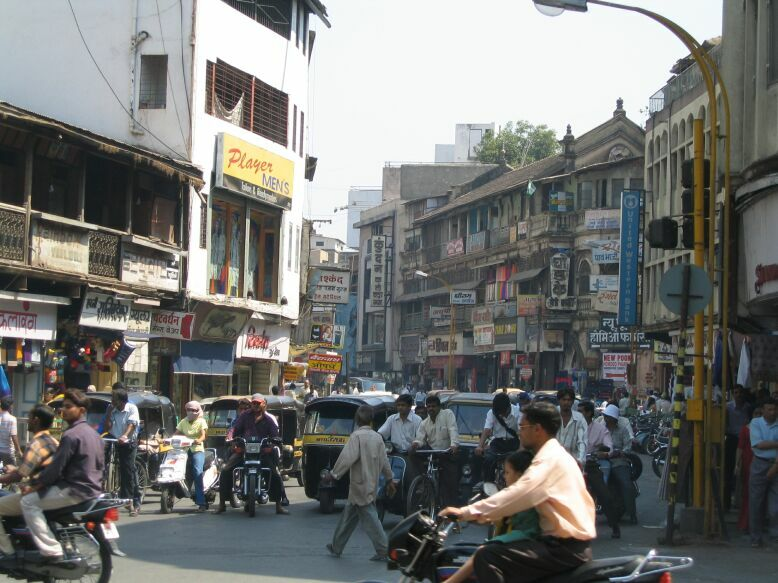
منظری از خیابان‌های مرکز شهر پونه

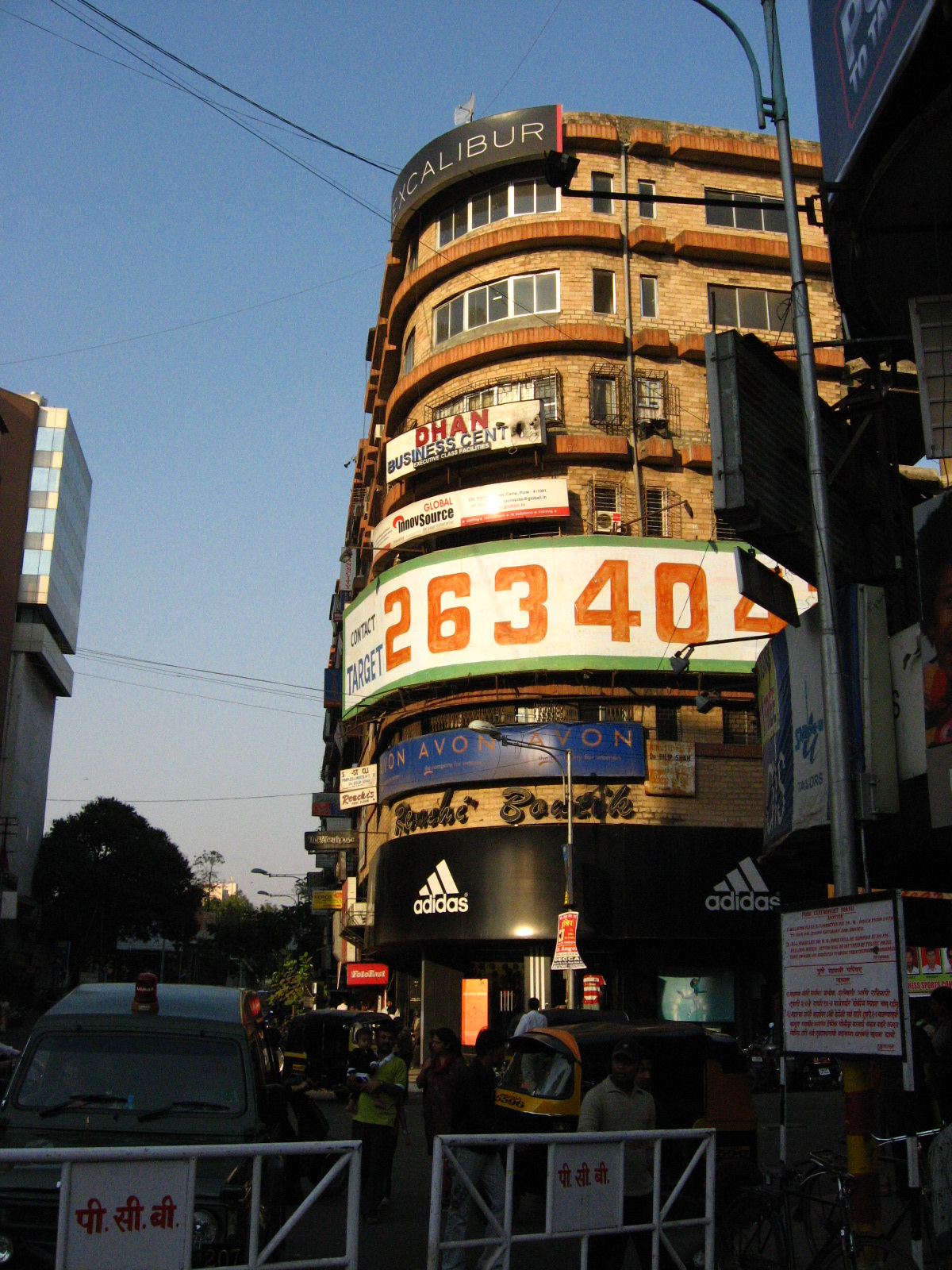
ام. جی روُد. خیابان مرکزی شهر پونه در منطقه کمپ

## زبان
در پونه بیشتر زبان‌های مراتی، هندی و انگلیسی رایج است. مردم بومی این شهر به زبان مرآتی که زبان ویژهٔ ایالت مهاراشترا است، سخن می‌گویند. با این حال بیش‌تر آن‌ها توانایی فهم و سخن گفتن به زبان هندی را نیز دارند. زبان انگلیسی بیش‌تر در میان قشر تحصیل‌کرده رواج دارد و در ادارات و موسسات، بیش‌تر زبان انگلیسی و گاهی هندی به کار می‌رود.

## دین
قانون اساسی هندوستان به شکل سکولار است که در آن دین خاصی به عنوان دین رسمی شناخته نشده‌است ولی ۸۰٪ مردم پیرو مذهب هندو و ۱۵٪ مسلمان و ۵٪ باقی‌مانده مسیحی، زرتشتی، بهایی، سیک و بودایی هستند.

## فرهنگ

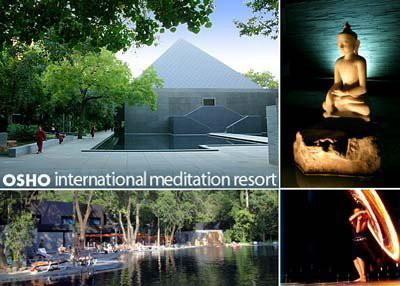
رامشگاه بین‌المللی مراقبه اوشو

شهر پونه زادگاه بسیاری از هنرمندان، شاعران، نویسندگان و پیشوایان مذهبی سرشناس هند می‌باشد. از همین روست که افسانه دلاوری‌های جنگجویان و سلحشوران این ناحیه، یاد و خاطره اصلاح‌طلبان انقلابی، یادگار آموزگاران برجسته، هنرمندان، نخبگان و پیشوایان مذهبی و فلاسفه بزرگ و مشهور که زبانزد خاص و عام‌اند، این شهر را تبدیل به پلی میان دانش نوین و دانش و نیک‌اندیشی پیشینیان نموده‌است.
رامشگاه بین‌المللی مراقبه اوشو در این شهر واقع است که تعداد زیادی از طرفداران اوشو و علاقه‌مندان به مراقبه (مدیتیشن) را از نقاط گوناگون جهان را به این شهر می‌کشاند که گاهی اقامت‌های نسبتاً طولانی دارند. جشن‌های گانپاتی در این شهر رونق بیشتری نسبت به سایر شهرها دارد. حضور دانشجویان و اقامت نسبتاً زیاد خارجی‌ها از جمله ایرانیان مقیم یا دانشجویان ایرانی در فرهنگ مردم این شهر بی‌تاثیر نبوده‌است.

## مراکز دیدنی
پونه با داشتن تاریخی طولانی، طبیعتی دلپذیر و ده‌ها معبد از اهمیت گردشگری زیادی برخوردار است.

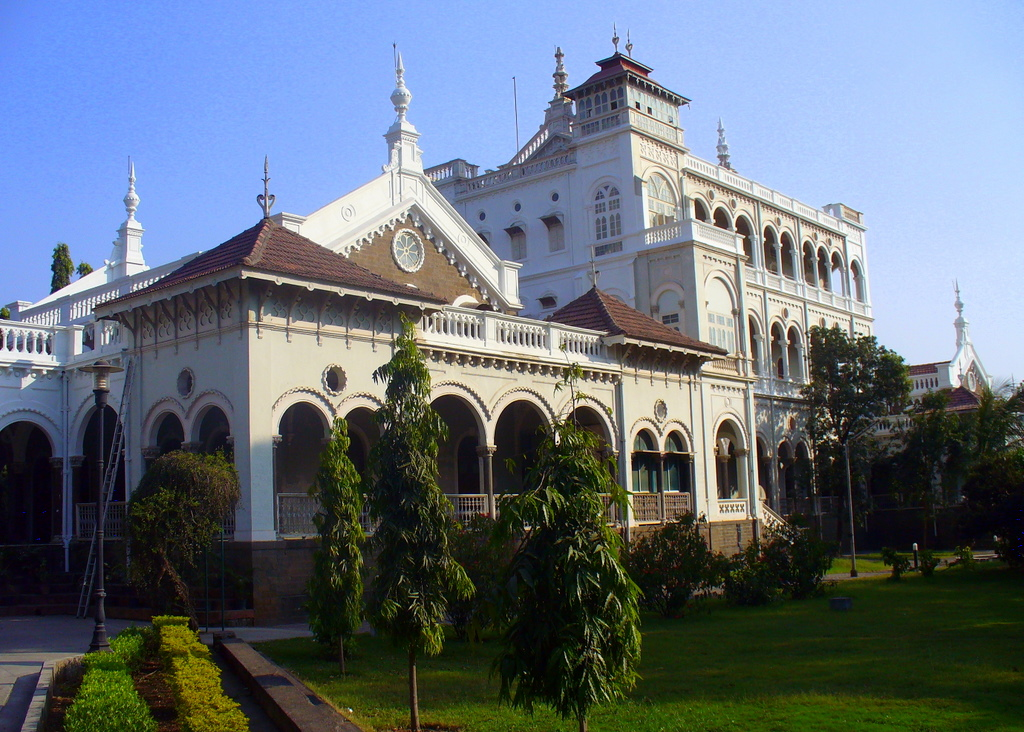
کاخ آقاخان در کالایانی نگر، شهر پونه

- کاخ آقاخان (Aga Khan Palace) که به‌نام «یادبود ملی گاندی» (Gandhi National Memorial) نیز شهرت دارد. این کاخ در سال ۱۸۹۲ در نزدیکی پونه ساخته شد و در سال ۱۹۶۹ توسط آقاخان چهارم به‌عنوان یادبود مهاتما گاندی و اندیشه‌های او به دولت هند اهدا شد. در داخل مجموعه کاخ، موزه‌ای وجود دارد که در آن تصاویر جامعی از عکس‌های حوادث مهم در زندگی گاندی و تعداد زیادی از وسایل شخصی او را به نمایش گذاشته شده‌است. از جمله ظروف شخصی، لباس، صندل، نامه‌ای که گاندی هنگام مرگ به منشی خود نوشته و برخی وسایل شخصی دیگر او را می‌توان در این موزه دید. همچنین مقدار کمی از خاکستر گاندی که نگه داشته شده در این مکان موجود است.[۲۰]

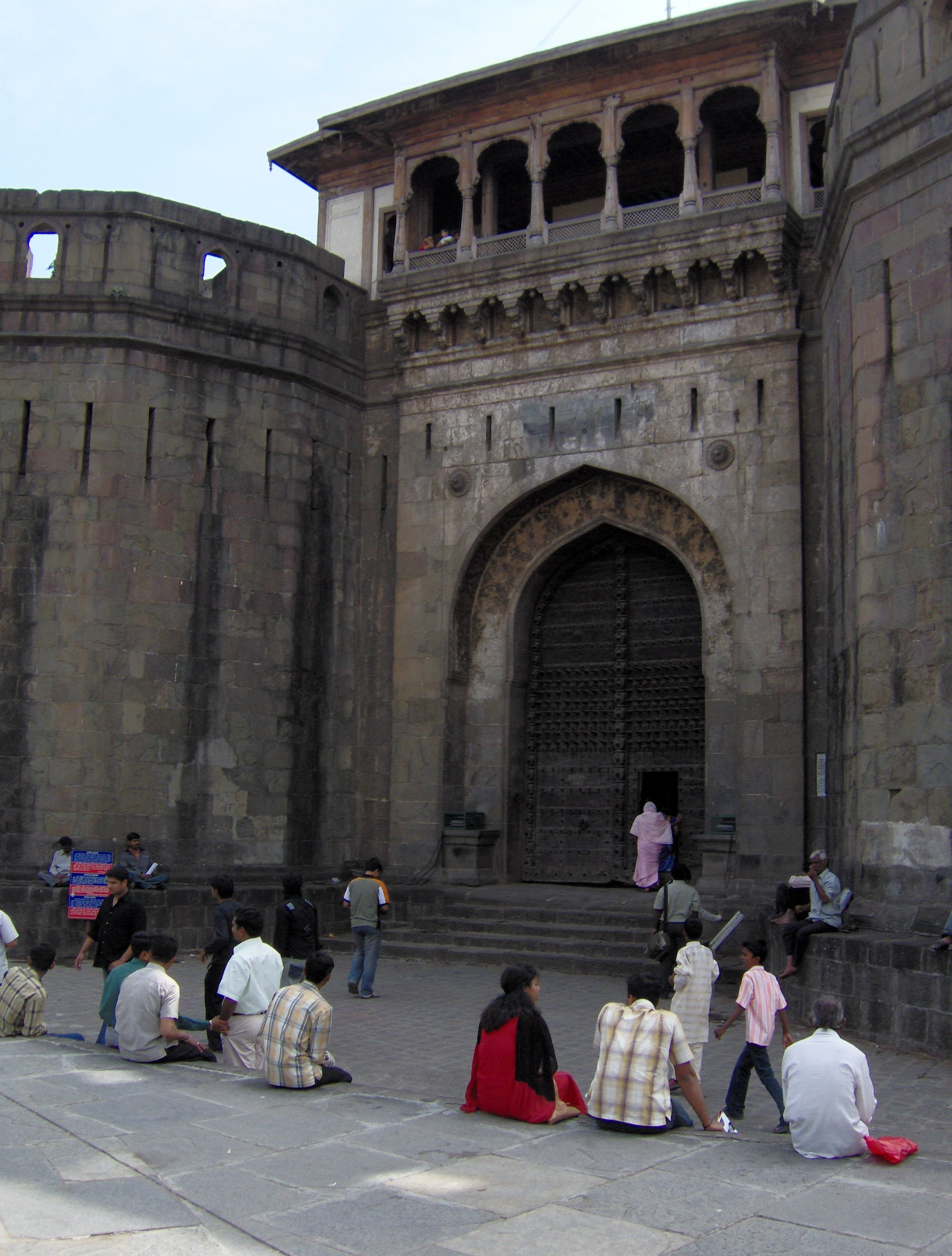
قلعه شانیوار وادا

- قلعه شانیوار وادا (Shaniwarwada) قلعه و کاخی است در قلب شهر پونه که یادآور قدمت تاریخی و روح حماسی این شهر است. این بنای عظیم ۵ دروازه ورودی دارد و در سال ۱۷۳۶م ساخته شده و در سال ۱۷۵۸م حداقل هزار نفر در این قلعه زندگی می‌کرده‌اند.[۲۱]

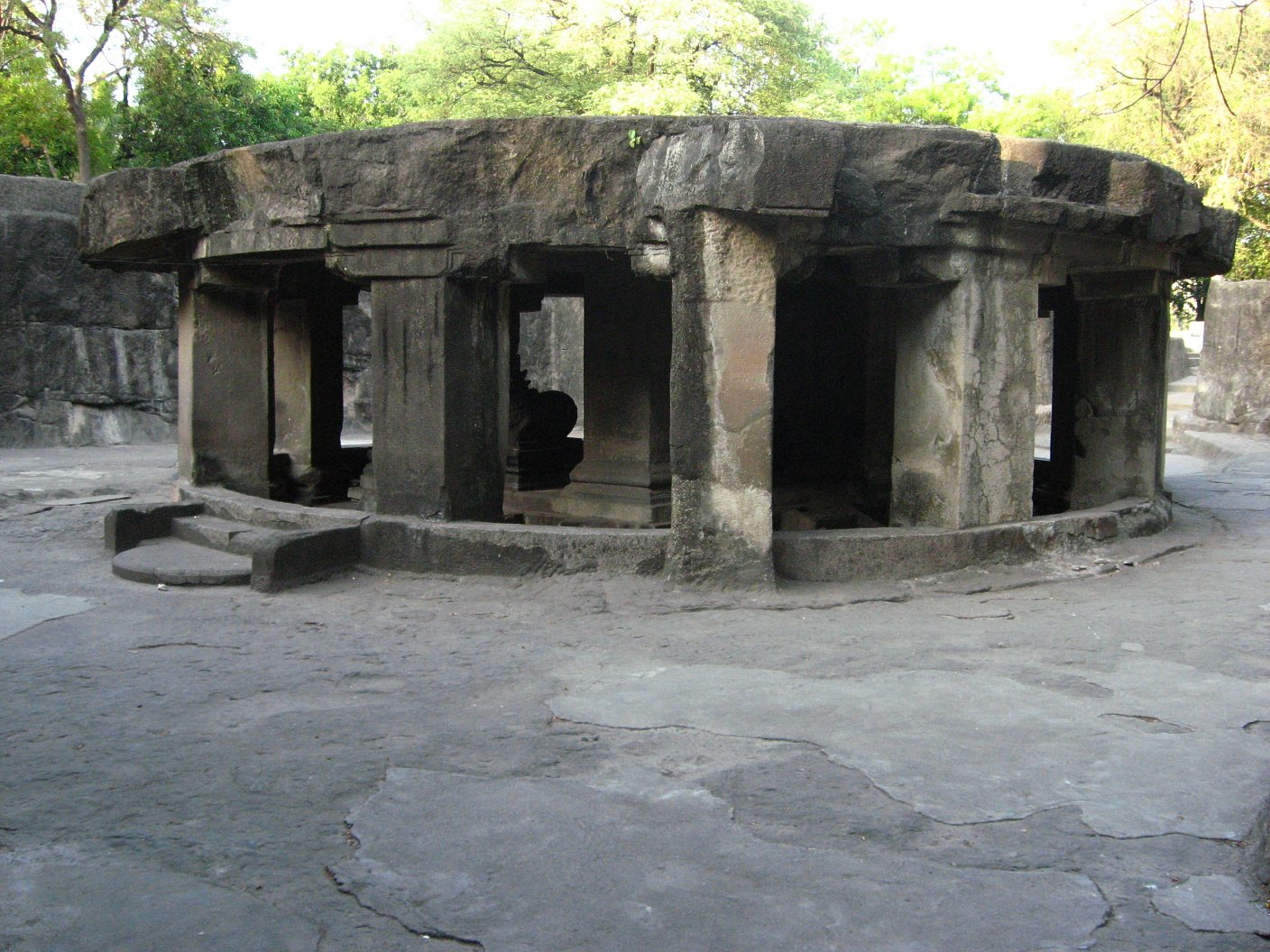
معبد غار پاتالشوار

- معبد غار پاتالشوار (Pataleshwar Cave Temple) معبدی باستانی که از تراشیدن صخره‌ها ساخته شده و مربوط به قرن هشتم میلادی است.[۲۲]
- معبد چاتورشریتگی (Chaturshringi Temple) معبدی برای هندوهاست که بر فراز تپه‌ای مرتفع در خیابان سناپاتی باپت واقع است و بر کل شهر اشراف دارد.[۲۳]
- ساراس باغ (Saras Baug) که مکان مهم دیدنی در قلب شهر پونه‌است. این باغ قدیمی بیش از دو سده قدمت دارد و معبد هندو داخل آن واقع است که سال شروع ساخت آن ۱۷۵۰ بوده‌است.[۲۴]
- معبد کاسبا گانپاتی (Kasba Ganapati) که دو مجسمه مهم برای هندوها از گانپاتی در آن وجود دارد.
- مسجد امام باره (Imambara) که مسجد ایرانیان و شیعه‌های پونه‌است و در منطقهٔ کمپ واقع شده‌است.
- قلعه سیناگاد (Sinhagad Fort) بقایای قلعه و دژی جنگی است که در ۳۰ کیلومتری جنوب غربی شهر واقع است. از این قلعه باستانی در کتاب شعری فارسی به نام «شاهنامه هند» متعلق به ۱۳۵۰م با نام «کوندانا» یاد شده‌است.[۲۵]
- سد سیناگاد (Sinhagad Dam) در میانه راه قلعه سیناگاد از تفرجگاه‌های شهر پونه به‌شمار می‌آید.
- معبد اوشو (the Osho International Meditation Resort) که روزانه دو بار در ساعت ۱۰ صبح و ۲ بعدازظهر می‌توان از آن بازدید کرد. این محل که پایگاه اصلی پیروان اوشو در جهان است و در منطقه کروگان پارک واقع شده به شیوه‌ای مدرن و بسیار زیبا ساخته شده‌است.
- جشنواره گانپاتی (Ganapati) که از جشن‌های مهم هندوها است در این شهر با رونق بیشتری نسبت به سایر شهرهای هند برگزار می‌شود و از جاذبه‌های گردشگری پونه به‌حساب می‌آید.
- ساختمان مرکزی دانشگاه پونه (University of Pune) هم بسیار زیبا و دیدنی است که محل اقامت فرماندار انگلیسی در دوران استعمار بریتانیا بوده‌است.
- کالج فرگوسن (Fergusson College) ساخته شده در ۱۸۸۵م که خود دارای اهمیت تاریخی است.
- همچنین چندین معبد مهم، کلیساهای قدیمی، پنج موزه، باغ وحش، پارک آبی، ده‌ها پارک عمومی، سینماهای مدرن و مراکز تفریحی دیگر از جذابیت‌های شهر پونه می‌باشد.
- پونه در نزدیکی شهرهای مهابالاشور و لوناوالا که به سبب داشتن جاذبه‌های طبیعی گردشگران را به سوی خود می‌کشانند واقع شده‌است.

## ترابری
دسترسی به پونه از بمبئی از طریق قطار، اتوبوس، اتومبیل‌های کرایه شخصی و هواپیما میسر است که با هر سه روش اول حدود ۳ ساعت به طول می‌انجامد.
در داخل شهر شبکه اتوبوسرانی نقش اساسی در جابجایی مردم در داخل و اطراف شهر را به‌عهده دارد؛ و هزینه آن تابع مسیر و میزان مسافتی است که مسافر طی می‌کند. پس از اتوبوس وسیله اصلی برای جابجایی در داخل شهر به عهده وسیله‌ای است به نام اتو ریکشا است که به اختصار به آن ریکشا می‌گویند؛ که وسیله‌ای است سه چرخه و موتوری که ظرفیتش حداکثر سه نفر است و همواره حالت دربستی دارد و براساس میزان مسافت طی شده، که توسط تاکسی‌متر تعیین می‌گردد دریافت می‌شود. لازم به یادآوری است که به غیر از دو وسیله عمومی بالا تعداد قابل توجهی آژانس‌های تاکسی برون‌شهری وجود دارد که آن‌ها نیز دارای یک هزینه اولیه ثابت بوده و مازاد آن بر حسب مسافت طی شده (بسته به نوع وسیله نقلیه و دارا بودن یا نبودن کولر) محاسبه می‌گردد. بسیاری از مردم اعم از زن و مرد، از جمله اغلب دانشجویان ایرانی از انواع موتورسیکلت برای جابه‌جایی استفاده می‌کنند.

## جایگاه علمی و تحصیلی

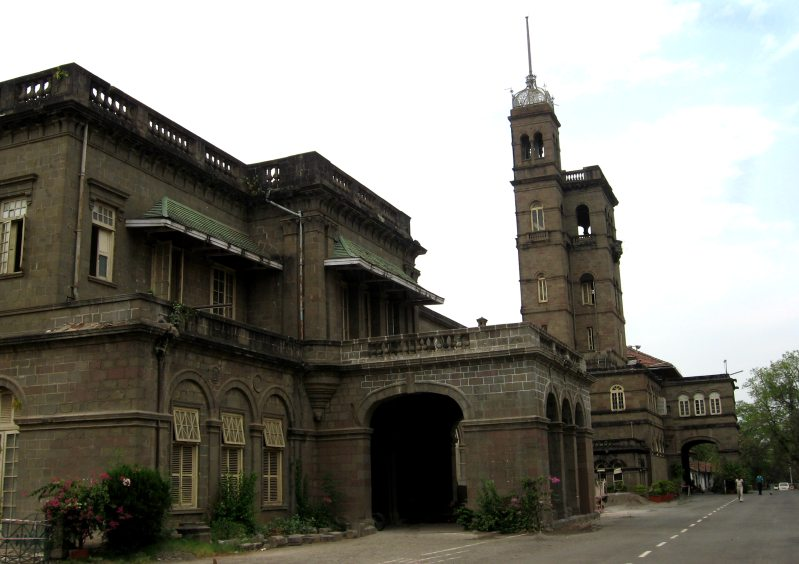
ساختمان اصلی دانشگاه پونه

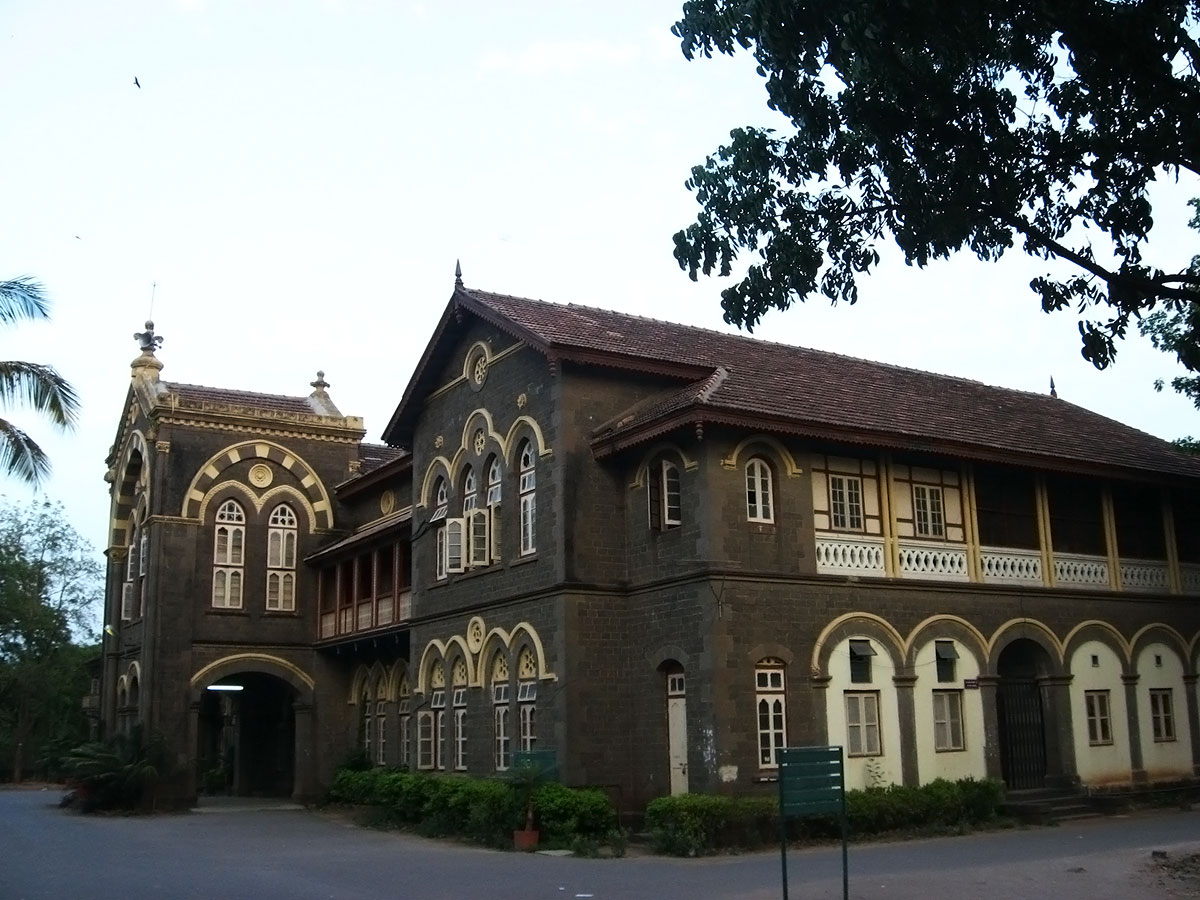
ساختمان اصلی کالج فرگوسن

امروزه این شهر از مهم‌ترین شهرهای دانشجویی هندوستان به‌شمار می‌رود و پایتخت علمی و تحصیلی ایالت ماهاراشترا می‌باشد. شاید به همین دلیل هندیان خود پونه را «آکسفورد شرق» یا «آکسفورد هند» می‌خوانند. حتی هندی‌ها ادعا می‌کنند که این شهر بزرگ‌ترین شهر دانشجویی دنیاست.
بیش از ۱۰۰۰ کالج از دانشگاه‌های معروفی چون دانشگاه پونه، بهاراتی ودیاپت، کالج فرگوسن و سیمباسیز کالج و مراکز دیگر علمی و آموزشی در بسیاری از نقاط این شهر به چشم می‌خورند که بسیاری از آنان در زمره برترین مراکز علمی و دانشگاهی هند می‌باشند. این شهر نه‌تنها پذیرای دانشجویان هندی از سراسر این کشور است، بلکه دانشجویان خارجی را نیز به‌ویژه از کشورهایی نظیر ایران، کره جنوبی، کشورهای عربی و برخی کشورهای آفریقایی را به خود جذب کرده‌است. دانشگاه پونه یکی از دانشگاه‌های معتبر هند و از دانشگاه‌های برتر از لحاظ پذیرش دانشجویان خارجی در این کشور می‌باشد. از گذشته ایرانیان بسیاری از این دانشگاه دانش‌آموخته شده‌اند و در حال حاضر رقمی بیش از ۴۰۰۰ دانشجوی ایرانی فقط در این دانشگاه مشغول به تحصیل می‌باشند. بیشترین تعداد دانشجویان ایرانی شاغل به تحصیل در خارج از کشور در این شهر مجتمع هستند.
در سال تحصیلی ۱۰–۲۰۰۹ فقط در دانشگاه پونه ۲۴۶ دانشجوی ایرانی ثبت نام کرده‌اند که ۱۱۷ نفر از آنان زن و ۱۲۹ نفر مرد بوده‌اند. شمار دانشجویانی که در موسسات آموزش عالی، دبیرستان‌ها و مدارس، کلاس‌های آموزشی متفرقه و دوره‌های کوتاه مدت آموزش زبان انگلیسی مشغول به تحصیل هستند به مراتب بیش از این است.

## جایگاه نظامی
پونه از اردوگاه‌های مهم نظامی از دههٔ آغازین سدهٔ ۱۹ بوده‌است. ستاد فرماندهی ارتش هندوستان، سرفرماندهی جنوب، در این شهر قرار دارد. همچنین دانشگاه‌ها و مراکز پژوهشی نظامی بسیاری نیز در این شهر برقرار است.

## نگارخانه

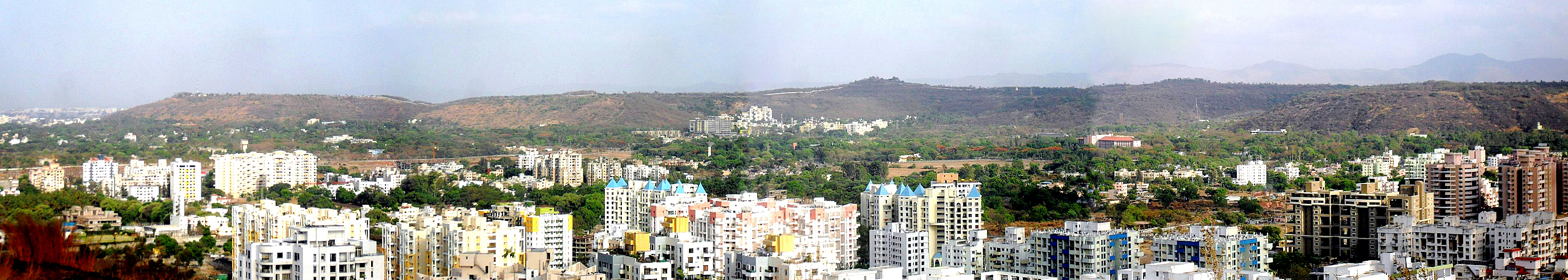
تصویر پانورامایی از تپه وتال، تپه ای برجسته در پونه. ارتفاع حدود ۸۰۰ متر.

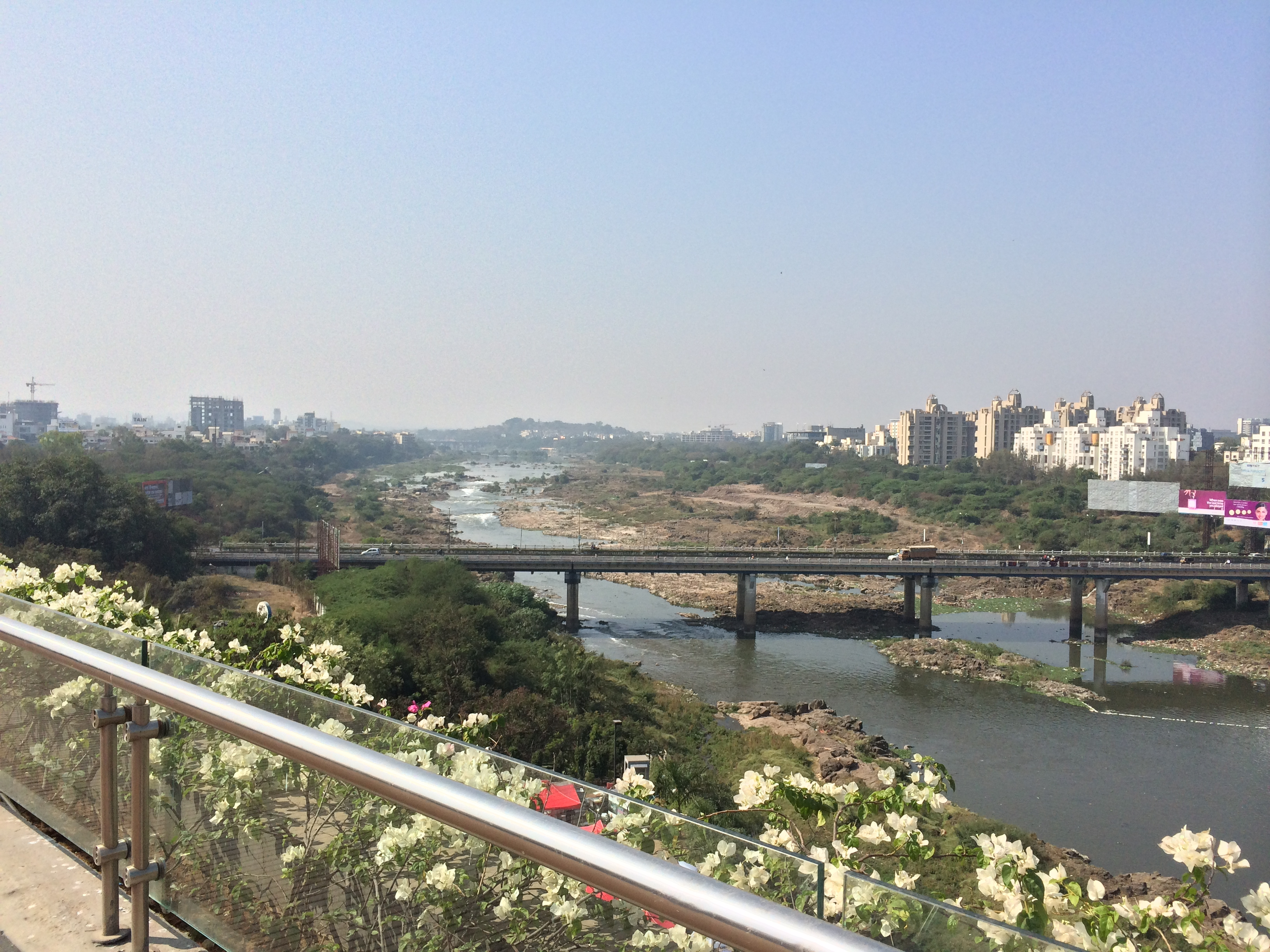
پل روی رودخانه ملا موتا از بالکن هتل وستین
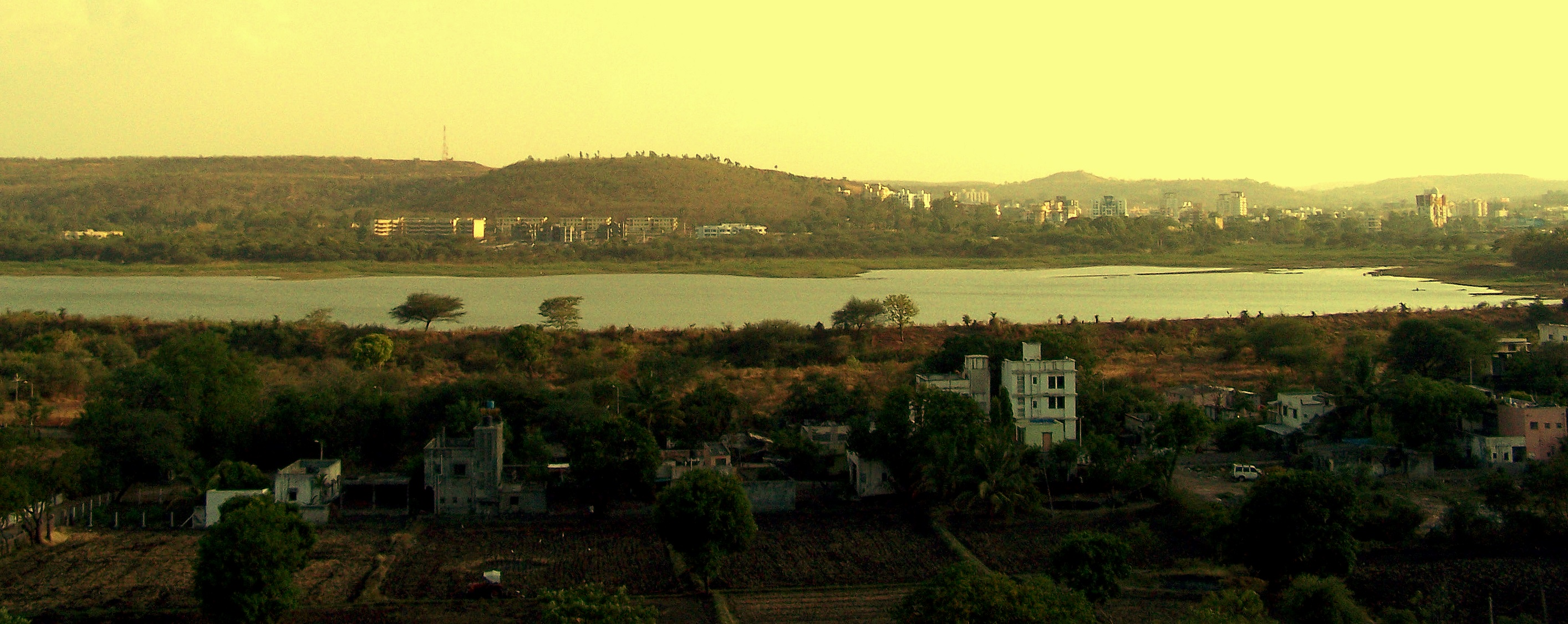
دریاچه پاشان در نزدیکی پونه
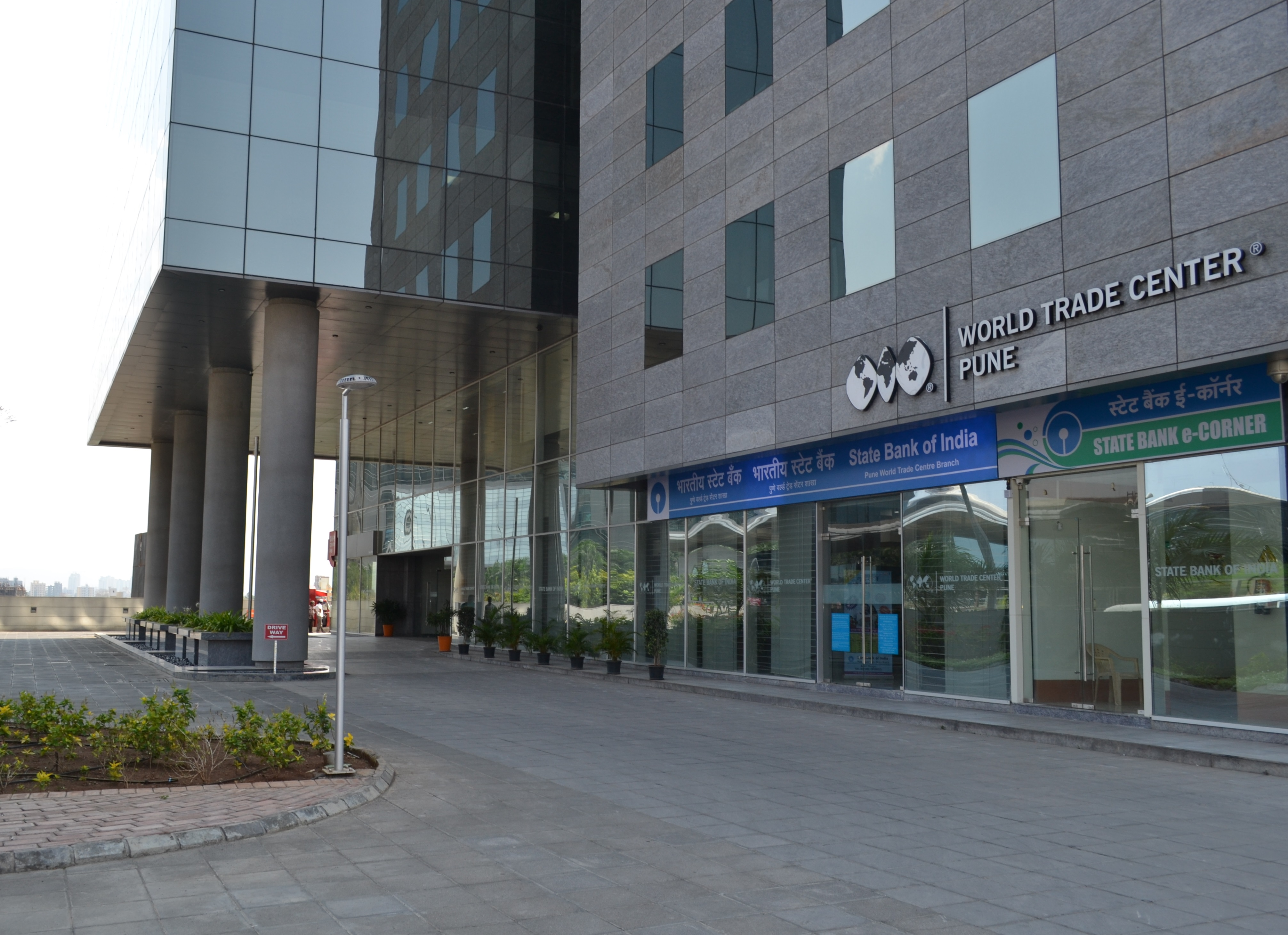
مرکز تجارت جهانی، پونه
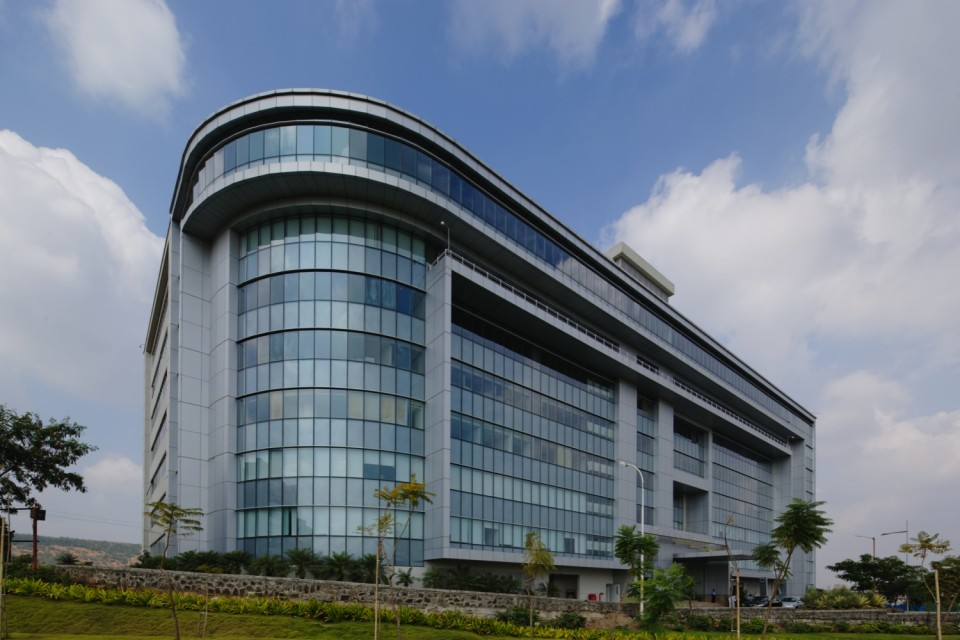
Embassy TechZone
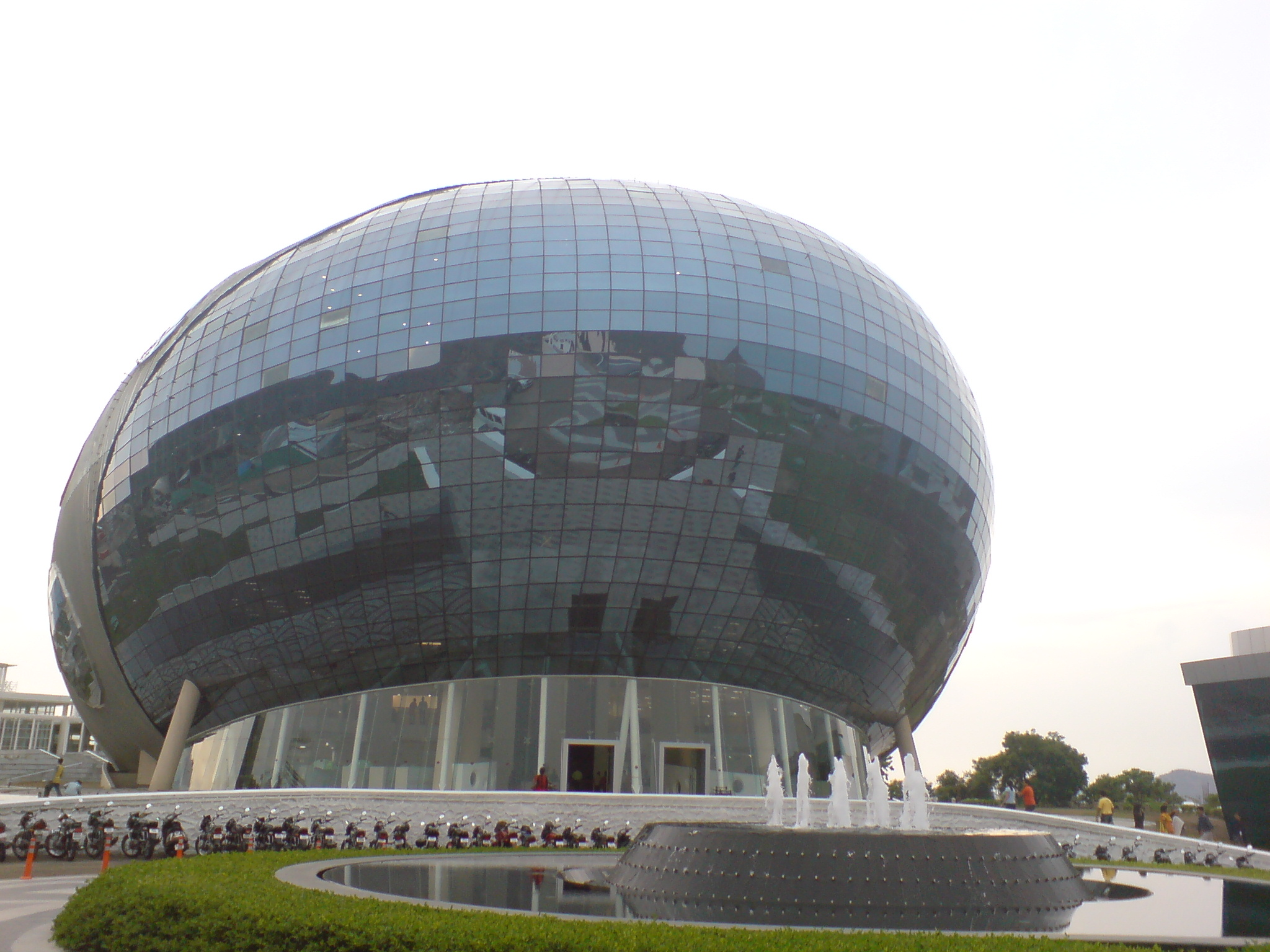
اینفوسیس پونه فاز دوم
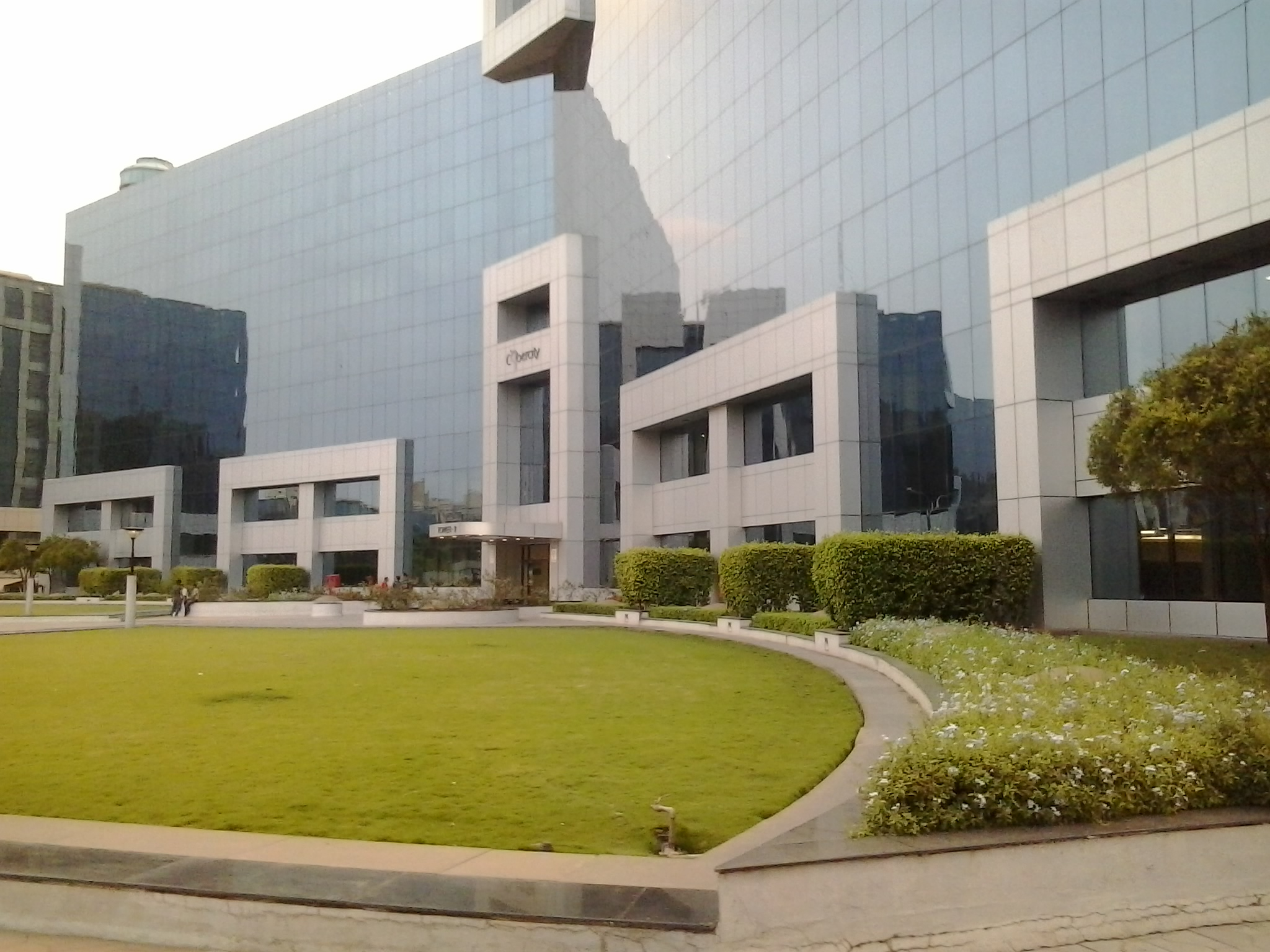
Cybercity, Magarpatta
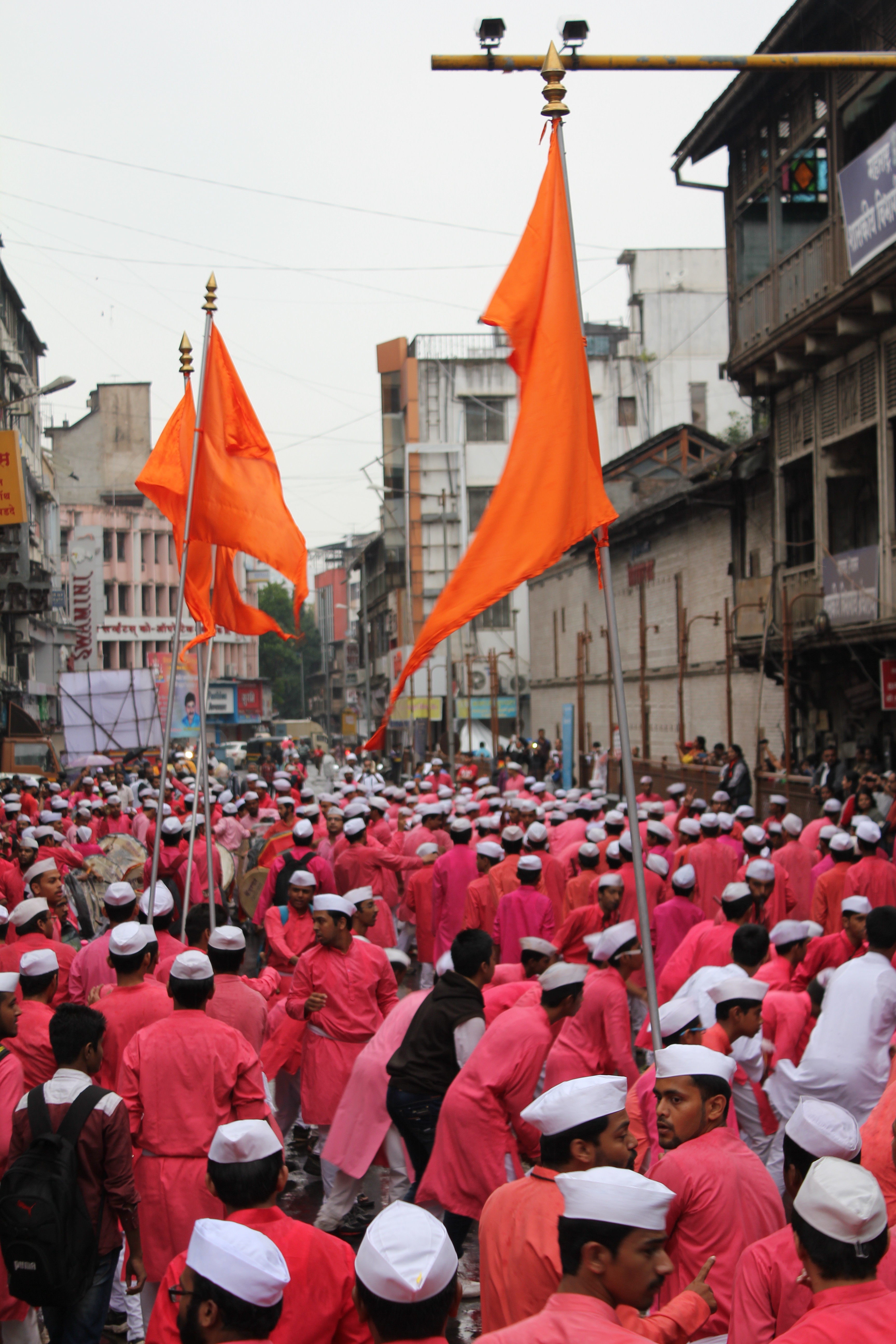
جشنواره گانپاتی در پونه از اهمیتی ویژه برخوردار است.